# Bernard Spieler
Bernard „Barney“ Spieler (* um 1920 in Brooklyn; † um 1964 in den Niederlanden) war ein amerikanischer Kontrabassist, der zunächst im Jazzbereich und später nur in der klassischen Musik tätig war.

## Leben und Wirken
Spieler lernte Kontrabass; er gehörte zunächst zu den Orchestern von Gene Krupa und Benny Goodman. Während des Zweiten Weltkrieges wurde er zur Armee eingezogen. 1945 spielte er auf V-Discs mit der Navy Band von Sam Donahue. Ende 1945 schloss er sich Goodman wieder an, bei dem er auch 1946 blieb; 1947 gehörte er zunächst zum Orchester von Claude Thornhill, dann von Tommy Dorsey. Dann nutzte er die Gelder der G.I. Bill, um sein Bassstudium in Paris fortzusetzen. Zugleich spielte Spieler in Paris mit amerikanischen Jazzmusikern auf Tourneen wie Mel Powell und Roy Eldridge, mit denen es auch zu Aufnahmen kam. Auf dem Festival International 1949 de Jazz gehörte er für vier Konzerte zur Band von Miles Davis und Tadd Dameron, die als Radio-Mitschnitt teilweise erhalten blieben; Boris Vian hob in seiner Besprechung auch Spieler in der Rhythmusgruppe hervor. Anfang 1952 war er mit Django Reinhardt im Studio (bei dem er allerdings zum Teil auch Schlagzeug spielte!). Tom Lord listet im Bereich des Jazz 70 Aufnahmen mit ihm (zwischen 1943 und 1952).
Spieler lernte in Paris eine Niederländerin kennen, die er heiratete. 1951, noch in Paris, bewarb er sich für eine Stelle als Bassist im Concertgebouw-Orchester von Amsterdam, die er erhielt. 1952 zog er nach Amsterdam, wo er in diesem Orchester wirkte, zuletzt als Erster Bassist. Er war auch an mehreren veröffentlichten Aufnahmen des Amsterdamer Kammerorchesters unter Leitung von André Rieu für Telefunken beteiligt, darunter als Solist in der Sinfonia in D für Kontrabass, Viola und Orchester von Dittersdorf.
Spieler starb bei einem Autounfall.